# Ahrenviöl
Ahrenviöl (tiếng Đan Mạch: Arenfjolde, tiếng Bắc Frisia: Årnfjål) là một đô thị thuộc huyện Nordfriesland, phía bắc nước Đức. Đô thị này có diện tích 10,11 km², dân số thời điểm 31 tháng 12 năm 2006 là 510 người. Đô thị này thuộc Amt Viöl.